# غابور كيرالي
غابور فيرينتس كيرالي (بالمجرية: Gábor Király)‏ (اللفظ المجري: ‎[ˈɡa:bor ˈfɛrɛnt͡s ˈkira:j]‏؛ مواليد 1 أبريل 1976) هو لاعب كرة قدم مجري محترف يجيد اللعب كحارس مرمى مع نادي سومباتهي هالاداش ومنتخب المجر.

## مسيرته الكروية
لعب غابور كيرالي خلال مسيرته الاحترافية مع 8 أندية في تسعة وعشرون موسمًا ولم يسجل خلالها أي هدف ضمن 709 مباراة. ولم يفز بأي موسم بالكأس أو بالدوري.
خاض غابور كيرالي مسيرته مع زومباثلي هالاداس ‏ في موسم 1993–94 في المرة الأولى ليلعب معه أربعة مواسم ثم في موسم 2015–16 ليلعب معه أربعة مواسم، مشاركًا طوالها في 203 مباراة ولم يسجل أي هدف. ثم انتقل إلى SG Gesundbrunnen Berlin ‏ في موسم 1997–98 ليلعب معه سبعة مواسم، حيث شارك في 198 مباراة ولم يسجل أي هدف أيضًا. لينتقل بعدها إلى نادي كريستال بالاس في موسم 2004–05 واستمر معه طيلة ثلاثة مواسم، مشاركًا في 104 مباراة ولم يسجل أي هدف أيضًا. ثم انتقل إلى نادي أستون فيلا في موسم 2006–07 لمدة موسم واحد، مشاركًا في 5 مباريات ولم يسجل أي هدف أيضًا. هذا وانتقل لاحقًا إلى نادي بيرنلي في موسم 2007–08 ولمدة موسمين، مشاركًا في 27 مباراة ولم يسجل أي هدف أيضًا. ثم انتقل بعدها إلى نادي باير 04 ليفركوزن في موسم 2008–09 لمدة موسم واحد، لم يشارك في أي مباراة ولم يسجل أي هدف أيضًا. ليعود وينتقل من جديد، لكن هذه المرة إلى نادي ميونخ 1860 في موسم 2009–10 ليلعب معه ستة مواسم، مشاركًا في 168 مباراة ولم يسجل أي هدف أيضًا. لينتقل بعدها إلى نادي فولهام في موسم 2014–15 لمدة موسم واحد، مشاركًا في 4 مباريات ولم يسجل أي هدف أيضًا.

## روابط خارجية
- غابور كيرالي على موقع الاتحاد الدولي (مؤرشف)  (الإنجليزية)
- غابور كيرالي على موقع الاتحاد الأوربي (الإنجليزية)
- غابور كيرالي على موقع قاعدة بيانات كرة القدم.إي يو (الإنجليزية)
- غابور كيرالي على موقع بيانات كرة القدم. دي إي (الألمانية)
- غابور كيرالي على موقع ليكيب (الفرنسية)
- غابور كيرالي على موقع ناشيونال فوتبول تيمز (الإنجليزية)
- غابور كيرالي على موقع Soccerbase.com (لاعب) (الإنجليزية)
- غابور كيرالي على موقع Soccerway.com (الإنجليزية)
- غابور كيرالي على موقع عالم كرة القدم.نت (الإنجليزية)
- غابور كيرالي على موقع AS.com (الإسبانية)